# Sylvaine Deltour
Pour les articles homonymes, voir Deltour.
Sylvaine Deltour (née le 25 août 1953) est une compétitrice française de kayak de course en ligne des années 1970. Entre 1968 et 1977, elle est annuellement médaillée aux championnats de France dans différentes embarcations et sur différentes distances. Elle est plusieurs fois championne de France. Elle participe aux Jeux olympiques de 1976 de Montréal, compétition dans laquelle elle atteint les demi-finales du K-2 500 m biplace femmes, se classant 10e au classement général.
Dans les années qui suivent, Sylvaine Deltour s'investit au sein de la Fédération française de canoë-kayak, dont elle est l'un des membres dirigeants de 1980 à 2008. Elle préside le conseil fédéral de 2000 à 2008. Elle participe également à la direction de l’Amicale des Internationaux Français du Canoë-Kayak, comme membre du Comité directeur à partir de 2015 et secrétaire générale depuis 2022.
Elle est licenciée depuis 1968 de la Fédération française de canoë-kayak et depuis 1999 au club Chambéry Le Bourget Canoë-Kayak.
En 2024, dans le cadre des Jeux Olympiques de Paris, Sylvaine Deltour est co-commissaire d'une grande exposition rétrospective retraçant les 100 ans de présence du canoë-kayak aux jeux olympiques. Cette exposition, intitulée Le canoë-kayak aux Jeux - 1924-2024 - Dans l'intimité des équipes de France, est présentée à proximité du Stade Nautique Olympique de Vaires-sur-Marne où se tiennent les épreuves de canoë-kayak,. Une version enrichie de l'exposition est simultanément disponible en ligne. 